# Єщенко Тетяна Анатоліївна
Єщенко (Токар) Тетяна Анатоліївна — українська мовознавиця, докторка філологічних наук, професорка, викладачка університету, членкиня Донецького відділення Наукового товариства імені Тараса Шевченка з 2005 р., Національної спілки краєзнавців України.
Коло наукових зацікавлень: текстолінгвістика, мовленнєва комунікація, лінгвоперсонологія.

## Біографія
Народилася 6 квітня 1971 року в місті Оріхові Запорізької області в освітянській родині. По закінченню гімназії «Сузір'я» (СШ № 1) вступила до Запорізького педагогічного коледжу (колишнє ЗПУ № 1), який успішно закінчила, здобувши кваліфікацію вчителя початкових класів (для шкіл з українською мовою навчання). У 1990 році продовжила освіту у Запорізькому національному університеті на українському відділенні філологічного факультету. У цей час — членкиня Студентського братства міста Запоріжжя, активна учасниця університетських акцій на підтримку студентського голодування в 1990 році за Незалежність України, вокалістка пісенно-етнографічного гурту «Запорізькі козачки».
У зв'язку з одруженням і переїздом до міста Донецька, здобула вищу філологічну освіту у Донецькому національному університеті. Упродовж 1997—2000 рр. — аспірантка з відривом від виробництва кафедри української мови Донецького національного університету. Кандидатську дисертацію з теми «Метафора в українській поезії 90-х років XX століття» успішно захистила у 2001 році (наукова керівниця — кандидатка філологічних наук, доцентка Кравченко Євдокія Григорівна).
Науково-педагогічну діяльність розпочала в Донецькому інституті соціальної освіти на посаді доцентки (2001), а потім проректорки з наукової роботи (2002—2010).
Працювала доценткою кафедри українознавства факультету філософії та релігієзнавства Державного університету інформатики та штучного інтелекту (ДУІШІ) (2010—2012 рр.), а після реорганізації та об'єднання вишів (ДУІШІ й ДонНТУ) — на кафедрі української та російської мов ДВНЗ «Донецький національний технічний університет».
З квітня 2014 і нині — завідувачка кафедри українознавства Львівського національного медичного університету імені Данила Галицького.
22 грудня 2021 року успішно захистила докторську дисертацію з теми «Категорії художнього тексту: комунікативність, семантика, прагматика» (науковий керівник — доктор філологічних наук, професор Степаненко Микола Іванович), а 2 жовтня 2024 року їй присвоєно звання професора.

## Творчий доробок
Авторка понад 180 наукових праць, з-поміж яких розвідки зі стилістики, лінгвістики тексту, історії українського мовознавства, національної культури, а також підручники і посібники з грифом Міністерства освіти й науки України:
- «Лінгвістичний аналіз тексту» (2009)[3]
- «Українська мова професійного спілкування» (2011),
- «Практична стилістика української мови» (2009),
- «Тестові завдання з історії української культури» (2011),
- «Тестові завдання з теорії та історії української літератури» (2012)
- «Фахове мовлення фармацевта» (2018)

Монографії:
- Текстово-антропоцентричний вимір метафори українських поетів 1990-х (2018)[4]
- Феномен художнього тексту: комунікативний, семантичний і прагматичний аспекти (2021)[5]

Номінантка XI Всеукраїнського конкурсу «Книжка року-2009» зі спеціальної літератури, лауреатка III премії конкурсу «Краще видання року-2019» у номінації «Монографії» НАН Вищої освіти України, лауреатка I премії конкурсу «Краще видання року-2020-2023» у номінації «Монографії» НАН Вищої освіти України.
Учасниця понад 80 наукових конференцій, форумів в Україні, Польщі, Чехії, Угорщині.
Наукове (літературне) редагування:
Сучасна українська нація: мова, історія, культура: збірник наукових праць за матеріалами науково-практичної конференції з міжнародною участю 16 березня 2016 року з нагоди 15-річчя кафедри українознавства / наукова редакторка Тетяна Єщенко. Львів: Друкарня ЛНМУ імені Данила Галицького, 2016. 471 с.
Тоталітаризм як система знищення національної  пам'яті: збірник наукових праць за матеріалами всеукраїнської науково-практичної конференції з міжнародною участю 11 — 12 червня 2020 року / наукова редакторка Тетяна Єщенко. Львів: Друкарня Львівського національного медичного університету імені Данила Галицького, 2020. 556 с.
Ідеологиня національної аристократії (на пошану 150-річчя від дня народження Лесі Українки): збірник наукових праць за матеріалами всеукраїнської науково-практичної конференції з міжнародною участю 25 — 26 лютого 2021 року / наукова редакторка Тетяна Єщенко. Львів: Друкарня Львівського національного медичного університету імені Данила Галицького, 2021. 620 с.
Лінгвоекологія: мова медицини: збірник наукових праць за матеріалами всеукраїнської науково-практичної конференції з міжнародною участю 22 — 23 лютого 2023 року / наукова редакторка Тетяна Єщенко. Львів: Друкарня Львівського національного медичного університету імені Данила Галицького, 2023. 428 с.
Львівський клінічний вісник: Український спеціалізований науково-практичний журнал

## Нагороди та відзнаки
- Пам'ятна медаль "Микита Шаповал" Донецького відділення НТШ, посвідчення № 18 від 23 грудня 2023 р. з нагоди 150-річчя НТШ.